# Ludwig Herzer
Ludwig Herzer (pseudonym för Ludwig Herzl), född 18 mars 1872 i Wien, död 17 april 1939 i Sankt Gallen, var en österrikisk läkare och librettist. 
Herzer bedrev medicinstudier vid universitetet i Wien vilket ledde fram till en yrkeskarriär som gynekolog. Vid sidan av arbetet skrev han libretton till operetter, i samarbete med kompositörer som Edmund Eysler, Franz Lehár och Robert Stolz. Herzer arbetade även tillsammans med andra väletablerade librettister som Alfred Grünwald och Fritz Löhner-Beda. Herzer skrev även dramer och texter för andra konstformer men merparten av hans arbete avsåg operetter.  
I samband med Anschluss, anslutningen av Österrike till Det tredje riket, valde Herzer, som var jude, att fly till Schweiz 1938. Året efter avled han i landsflykt.

## Verk
Herzer är författare, själv eller i samarbete med andra, till följande verk: 
- Gräfin Fifi. Operett i tre akter; 1913
- Das Zimmer der Pompadour. Operett i en akt; 1915
- Die goldene Tochter. Operett i tre akter; 1916
- Der Aushilfsgatte. Operett i tre akter; 1917
- Der dunkle Schatz. Operett i tre akter; 1918
- Die Siegerin, ej tonsatt operett, omkring 1920
- Morphium. En nocturne i fyra akter; 1921
- Hallo Tommy!. Operett i tre akter; omkring 1925
- Lady X.... Operett i tre akter 1927
- Cagliostro in Wien. Operett i tre akter; 1927.
- Friederike. Operett i tre akter; 1928
- Leendets land. Operett i tre akter; 1929
- Schön ist die Welt. Operett i tre akter; 1930
- Das Lied des Liebe. Operett i tre akter; 1931
- Katharina. Balladtext; 1932
- Brautnacht. Komedi i tre akter 1932
- Venus in Seide. Operett i tre akter; 1932
- Der Prinz von Schiras. Operett i tre akter; 1934.
- Eva im Pelz. Operett i tre akter; 1935
- Verzeih', daß ich Dich lieb' ... Musikaliskt lustspel i tre akter; 1937